# Lluís Virgili i Farrà
Lluís Virgili i Farrà (Manresa, Bages, 16 de juliol de 1925 - Lleida, el Segrià, 28 de desembre de 2017) fou un linotipista, director musical i pedagog català, fill del músic Antoni Virgili.Nascut a Manresa i instal·lat des de ben petit a Lleida.

## Biografia
El 1931 la seva família s'establí a Lleida i del 1934 al 1936 estudià a l'Escolania de Montserrat. Treballà com a linotipista mecànic al diari La Mañana de Lleida. El 1956 marxà a França, i va treballar de linotipista a la Imprimerie Cornet de Calvados i al Journal de Saint-Lo, a Saint-Lô. Després marxà a Suïssa i va treballar a La Nouvelle Gazzeta de Lausana. Quan tornà a Espanya treballà com a director tècnic de Pechiney Progils-Insecticides Còndor. fins que el 1963 instal·là un gabinet d'edicions científiques i en llengües estrangeres.
Endemés, del 1953 al 1991 succeí el seu pare com a director de l'Orfeó Lleidatà, el qual va renovar profundament. A l'Orfeó s'especialitzà en direcció coral, hi creà una veritable escola de la pedagogia de la direcció i del cant coral organitzant des de 1964 els Cursos Internacionals de Música amb la coral francesa À Coeur Joie, i els Cursos Nacionals celebrats cada any per Nadal. Fou membre del Secretariat dels Orfeons de Catalunya fins a 1982, de la Federació Europea de Joves Corals i membre instructor de Cant Gregorià per l'Académie Sainte Cécile d'Estrasburg.
El 15 de maig de 1998 fundà i promogué l'associació "Canta i estima" per al desenvolupament de l'art polifònic, així com tota activitat civicocultural, sobretot mitjançant les manifestacions artístiques relacionades amb la música.
A les eleccions al Parlament de Catalunya de 1980 fou elegit diputat al Parlament de Catalunya en representació de la coalició Convergència i Unió per la circumscripció de Lleida. De 1980 a 1984 fou membre de la comissió consultiva del Servei de Música de la Generalitat de Catalunya. El 1984 va rebre la Creu de Sant Jordi de la Generalitat de Catalunya i el 1998 un dels Premis d'Actuació Cívica de la Fundació Lluís Carulla. El 2008 va rebre la Medalla al Mèrit Cívic de l'Ajuntament de Lleida.

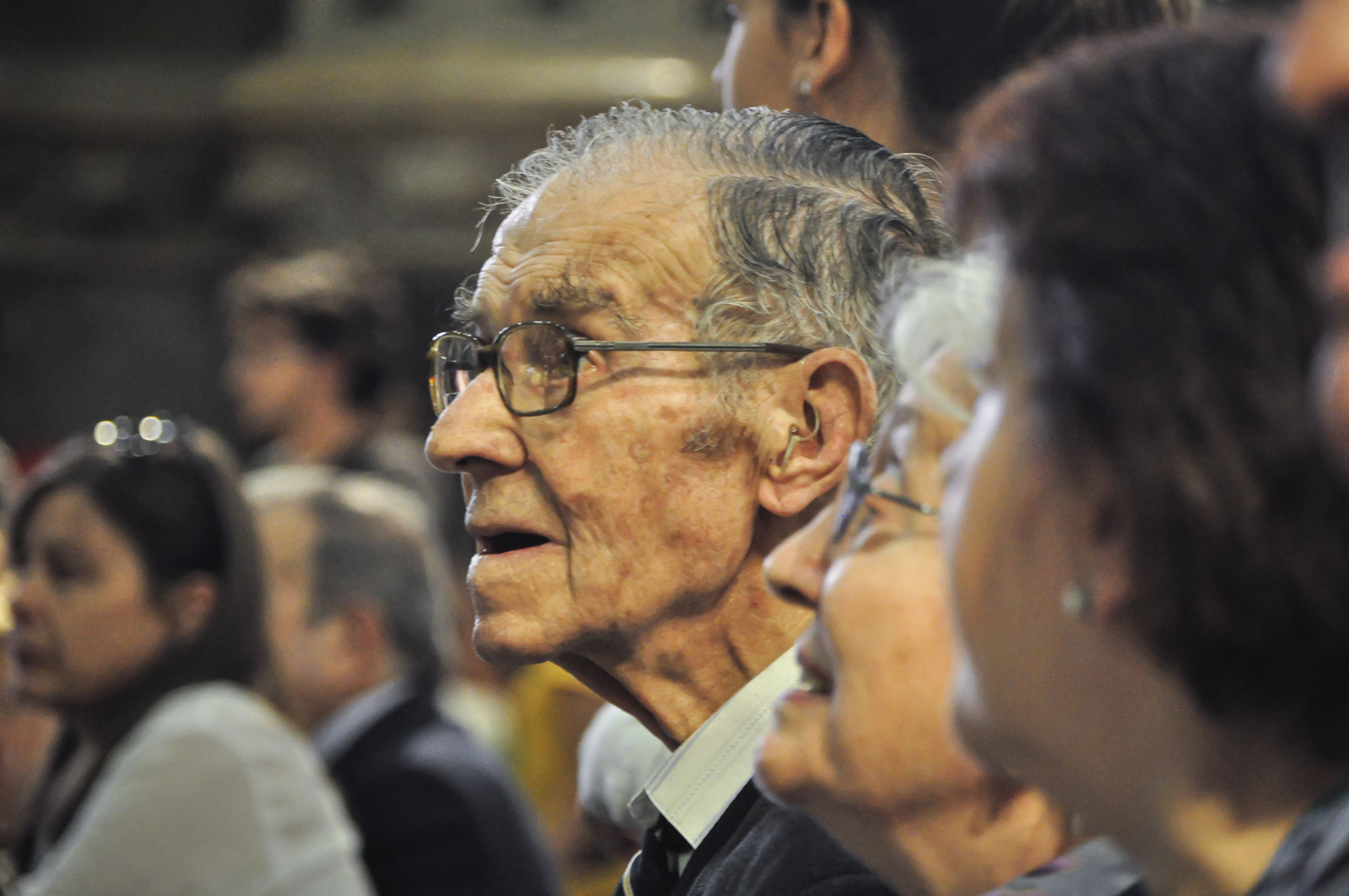
Lluís Virgili i Farrà en un concert a Montserrat l'octubre del 2012.